# ارتباط امن
ارتباط امن (به انگلیسی: Secure communication) زمانی است که دو نهاد در حال برقراری ارتباط باشند و نمی‌خواهند شخص ثالث به آنها گوش فرا دهد. برای این که چنین شود، نهادها باید به روشی غیرقابل قبول برای شنود یا شنود الکترونیک ارتباط برقرار کنند. ارتباطات امن شامل روشی است که به وسیله آن افراد می‌توانند اطلاعات را با درجات مختلف اطمینان به اشتراک بگذارند که اشخاص ثالث نتوانند آنچه را که گفته شده رهگیری کنند. غیر از ارتباط حضوری بدون گفتگوی شنود ممکن است به راحتی بتوان گفت هیچ ارتباطی از این نظر تضمین نمی‌شود؛ اگرچه موانع عملی مانند قانونگذاری، منابع، مسائل فنی (رهگیری و رمزگذاری) و حجم گسترده ارتباطات برای محدود کردن نظارت است.
با بسیاری از ارتباطات در مسافت‌های طولانی و با واسطه فناوری، و افزایش آگاهی از اهمیت مباحث رهگیری، فناوری و سازش در کانون این بحث است. به همین دلیل، این مقاله بر ارتباطات با واسطه یا رهگیری فناوری متمرکز است.
همچنین به محاسبات قابل اعتماد مراجعه کنید، روشی تحت توسعه فعلی که به‌طور کلی امنیت را با هزینه بالقوه اعتماد اجباری اجباری به نهادهای شرکتی و دولتی به دست می‌آورد.

## تاریخ
در سال ۱۸۹۸، نیکولا تسلا یک قایق رادیویی کنترل شده در باغ مدیسون میدان را به نمایش گذاشت که امکان برقراری ارتباط ایمن بین فرستنده و گیرنده را فراهم می‌کرد.
یکی از معروف‌ترین سیستم‌های ارتباطات ایمن Green Hornet بود. در طول جنگ جهانی دوم، وینستون چرچیل مجبور بود دربارهٔ مسائل حیاتی با فرانکلین روزولت بحث کند. در ابتدا، تماس‌ها با استفاده از یک صدا یاب صوتی برقرار می‌شدند زیرا تصور می‌شد این کار ایمن است. هنگامی که این امر غیر واقعی بود، مهندسان کار بر روی یک سیستم کاملاً جدید را آغاز کردند که منجر به Green Hornet یا SIGSALY شد. با گرین هورنت ، هر طرف غیرمجاز که به آن گوش می‌دهد فقط نویز سفید را می‌شنود، اما مکالمه برای احزاب مجاز همچنان واضح است. از آنجا که مهمترین رازداری بود، مکان Green Hornet فقط توسط افرادی که آن را ساخته‌اند و وینستون چرچیل شناخته شده بودند. برای حفظ رازداری، Green Hornet را در کمدی با عنوان "Broom Cupboard" نگهداری کردند. Green Hornet از یک پد یکبار مصرف استفاده کرد.

## ماهیت و حدود امنیت

### انواع امنیت
امنیت را می‌توان به صورت گسترده در عناوین زیر طبقه‌بندی کرد، با مثالهایی:
- پنهان کردن محتوا یا ماهیت یک ارتباط
  - کد - قانونی برای تبدیل اطلاعاتی (به عنوان مثال نامه، کلمه، عبارت یا اشاره) به شکل یا نمایش دیگری (یک نشانه به نشانه دیگر)، لزوماً از همان نوع نیست. در ارتباطات و پردازش اطلاعات، رمزگذاری فرایندی است که طی آن اطلاعات از یک منبع به نمادهایی برای ارتباط تبدیل می‌شود. رمزگشایی فرایند معکوس است، تبدیل این نمادهای کد به اطلاعات قابل درک توسط گیرنده. یک دلیل برای کدگذاری امکان برقراری ارتباط در مکانهایی است که زبان گفتاری یا نوشتاری معمولی دشوار یا غیرممکن است. به عنوان مثال، سماور، که در آن پیکربندی پرچمهایی که توسط یک علامت دهنده یا بازوهای برج سماور نگه داشته می‌شود، قسمت‌هایی از پیام را رمزگذاری می‌کند، به‌طور معمول حروف و اعداد جداگانه. شخص دیگری که فاصله زیادی دارد می‌تواند پرچم‌ها را تفسیر کرده و کلمات ارسالی را تولید کند.
  - مبهم سازی
  - رمزگذاری
  - پنهان نگاری
  - هویت محور
- پنهان کردن طرفین یک ارتباط - جلوگیری از شناسایی، ترویج ناشناسی
  - " جمعیت " و ساختارهای مشابه گروه‌های ناشناس - تشخیص اینکه چه کسی چه گفته‌است وقتی از یک "جمعیت" ناشی می‌شود دشوار است
  - دستگاه‌های ارتباطی ناشناس - تلفن‌های همراه ثبت نشده، کافی نت‌ها
  - پروکسی‌های ناشناس
  - ردیابی دشوار مسیریابی - از طریق سیستم‌های شخص ثالث غیرمجاز، یا رله‌ها
- پنهان کردن این واقعیت که یک ارتباط برقرار می‌شود
  - "امنیت به وسیله مبهم بودن" - شبیه سوزن در انبار کاه
  - ترافیک تصادفی - ایجاد جریان داده تصادفی برای شناسایی ارتباط واقعی و دشوارتر بودن تحلیل تجزیه و تحلیل ترافیک

هر یک از سه نوع امنیت مهم است و بسته به شرایط، هر یک از اینها ممکن است حیاتی باشد. به عنوان مثال، اگر ارتباطی به راحتی قابل شناسایی نباشد، بعید است که برای شناسایی طرفین جلب توجه کند، و صرفاً یک ارتباط برقرار شده (صرف نظر از محتوا) غالباً به خودی خود کافی است تا بتواند پیوندی مشهود در پیگردهای حقوقی ایجاد کند. . همچنین در مورد رایانه‌ها مهم است که مطمئن شوید امنیت کجا اعمال می‌شود و چه مواردی تحت پوشش قرار می‌گیرد.

## موارد مرزی
دسته دیگری، که ارتباط ایمن را لمس می‌کند، نرم‌افزاری است که برای استفاده از دهانه‌های امنیتی در نقاط انتهایی استفاده شده‌است. این دسته از نرم‌افزار شامل اسب تروآ، keyloggers و سایر نرم‌افزارهای جاسوسی است.
این نوع فعالیتها معمولاً با روشهای اصلی جریان روزمره امنیتی مانند نرم‌افزارهای نرم‌افزار ضدویروس ، دیوار آتش برنامه‌هایی که جاسوس افزار و جاسوسی را شناسایی یا خنثی می‌کنند و برنامه‌های فیلتر وب مانند Proxomitron و Privoxy که همه صفحات وب را در حال خواندن بررسی می‌کند، شناسایی و حذف می‌کنند. مزاحمت‌های موجود. به عنوان یک قاعده، آنها تحت امنیت رایانه قرار می‌گیرند تا ارتباطات امن.

## ابزارهایی که برای بدست آوردن امنیت استفاده می‌شوند

### رمزگذاری
رمزگذاری روشی است که در آن خواندن داده‌ها توسط یک شخص غیرمجاز به سختی انجام می‌شود. از آنجا که شکستن روش‌های رمزگذاری بسیار سخت ایجاد شده‌است، بسیاری از روش‌های ارتباطی یا از رمزگذاری عمدی ضعیف تر از حد ممکن استفاده می‌کنند، یا در پشتی را برای اجازه رمزگشایی سریع وارد می‌کنند. در برخی موارد مقامات دولتی نیاز به نصب مخفیگاه درهای پشتی دارند. بسیاری از روشهای رمزگذاری نیز مورد حمله "مرد میانی " قرار می‌گیرد که به موجب آن شخص ثالثی که می‌تواند برقراری ارتباط امن را "مشاهده" کند، به روش رمزگذاری محرمانه است، این امر به عنوان مثال برای رهگیری استفاده از رایانه در یک ISP به شرطی که به درستی برنامه‌ریزی شده، به اندازه کافی قدرتمند باشد و کلیدها رهگیر نشوند، رمزگذاری معمولاً ایمن در نظر گرفته می‌شود. مقاله مربوط به اندازه کلید، نیازهای اصلی برای برخی از درجه‌های امنیت رمزگذاری را بررسی می‌کند.
رمزگذاری را می‌توان به روشی پیاده‌سازی کرد که نیاز به استفاده از رمزگذاری دارد، یعنی اگر ارتباط رمزگذاری شده غیرممکن باشد، هیچ ترافیکی ارسال نمی‌شود، یا به صورت فرصت طلبانه. رمزگذاری فرصت طلبانه یک روش امنیتی پایین‌تر است که به‌طور کلی درصد ترافیک عمومی رمزگذاری شده را افزایش می‌دهد. این به معنای شروع هر مکالمه با "آیا شما ناواهو صحبت می‌کنید؟" اگر پاسخ مثبت باشد، مکالمه به زبان ناواهو ادامه می‌یابد، در غیر این صورت از زبان مشترک دو گوینده استفاده می‌کند. این روش به‌طور کلی اصالت سنجی یا ناشناسی فراهم نمی‌کند اما از محتوای مکالمه در برابر شنود محافظت می‌کند.
یک تکنیک امنیتی نظری اطلاعات که به عنوان امنیت از لحاظ نظریه اطلاعات شناخته می‌شود، اطمینان حاصل می‌کند که یک پیوند ارتباطی بی‌سیم با تکنیک‌های ارتباطات و کدگذاری از امنیت قابل قبولی برخوردار است.

### پنهان نگاری
پنهان نگاری ("نوشتار پنهان") وسیله ای است که می‌تواند داده‌ها را در سایر داده‌های بی‌ضرر پنهان کند؛ بنابراین یک علامت چاپی که مالکیت داده‌های یک عکس را در خود جای داده‌است، به گونه ای یافتن یا حذف آن دشوار است، مگر اینکه بدانید چگونه می‌توانید آن را پیدا کنید. یا، برای ارتباط، پنهان کردن اطلاعات مهم (مانند شماره تلفن) در داده‌های ظاهراً بی‌ضرر (یک فایل موسیقی MP3). یک مزیت پنهان نگاری انکار پذیری قابل قبول است، به این معنی که، مگر اینکه کسی بتواند داده‌ها را در آنجا ثابت کند (که معمولاً آسان نیست)، قابل انکار است که پرونده حاوی هرگونه پرونده است.

### شبکه‌های مبتنی بر هویت
رفتار ناخواسته یا مخرب در وب ممکن است زیرا اینترنت ذاتاً ناشناس است. شبکه‌های مبتنی بر هویت واقعی جایگزین قابلیت ناشناس ماندن می‌شوند و از آنجا که هویت فرستنده و گیرنده مشخص است، ذاتاً قابل اعتمادتر هستند. (سیستم تلفنی مثالی از شبکه مبتنی بر هویت است)

### شبکه‌های ناشناس
اخیراً از شبکه‌های ناشناس برای ایمن‌سازی ارتباطات استفاده شده‌است. در اصل، تعداد زیادی از کاربران که از یک سیستم استفاده می‌کنند، می‌توانند ارتباطات را به گونه ای بین خود هدایت کنند که تشخیص اینکه پیام کامل چیست، کدام کاربر آن را ارسال کرده و در نهایت از کجا می‌آید یا می‌رود بسیار دشوار است. به. به عنوان مثال می‌توان به جماعت، تور، پروژه اینترنت مخفی، Mixminion , شبکه‌های مختلف P2P ناشناس و سایر موارد اشاره کرد.

### دستگاه‌های ارتباطی ناشناس
از نظر تئوری، یک دستگاه ناشناخته مورد توجه قرار نمی‌گیرد، زیرا بسیاری از دستگاه‌های دیگر در حال استفاده هستند. این به‌طور کلی در واقعیت صدق نمی‌کند، به دلیل وجود سیستم‌هایی مانند کارنیور و اشلون، که می‌توانند ارتباطات را از طریق کل شبکه‌ها رصد کنند و این واقعیت که ممکن است انتهای انتها مانند گذشته کنترل شود. به عنوان مثال می‌توان به تلفن‌های همراه، کافی نت و … اشاره کرد.

## روش‌های استفاده شده برای «شکستن» امنیت

### اشکال زدائی کردن
قرار دادن مخفیانه وسایل نظارت و / یا انتقال یا در داخل دستگاه ارتباطی یا در محل مورد نظر.

### کامپیوتر (عمومی)
هر امنیتی که از رایانه به دست می‌آید به روش‌های مختلفی که می‌تواند به خطر بیفتد محدود می‌شود - با هک کردن، کی لاگر ، در پشتی، یا حتی در موارد شدید با نظارت بر سیگنال‌های الکتریکی ریز داده شده توسط صفحه کلید یا مانیتورها برای بازسازی آنچه تایپ شده یا دیده می‌شود (تمپس، که کاملاً پیچیده‌است).

### نظارت صوتی لیزری
برای تلفن‌های موبایل، از جمله گفتار، در داخل اتاق می‌توان با جستن یک پرتو لیزر از پنجره اتاق محل مکالمه و تشخیص و رمزگشایی ارتعاشات موجود در شیشه ناشی از صدا ، احساس کرد.

## سیستم‌هایی که امنیت جزئی ارائه می‌دهند

### تلفن‌های همراه
تلفن‌های همراه را می‌توان به راحتی تهیه کرد، اما همچنین به راحتی قابل ردیابی و "ضربه زدن" هستند. رمزگذاری (یا فقط محدود) وجود ندارد، تلفن‌ها قابل ردیابی هستند - اغلب حتی هنگام خاموش بودن - از آنجا که تلفن و سیم کارت هویت مشترک مشترک تلفن همراه (IMSI) خود را پخش می‌کنند. این امکان وجود دارد که یک شرکت تلفن همراه در صورت عدم اطلاع کاربر برخی از تلفن‌های همراه را روشن کرده و از میکروفون برای شنیدن صحبت‌های شما استفاده کند و به گفته جیمز اتکینسون، یک متخصص ضد نظارت که در همان منبع ذکر شده‌است، "مدیران شرکت‌های امنیتی به طور معمول باتری‌ها را از تلفن‌های همراه خود بردارید "از آنجا که نرم‌افزار بسیاری از تلفن‌ها می‌توانند" همانطور که هست "مورد استفاده قرار بگیرند، یا اصلاح می‌شوند تا انتقال را بدون آگاهی کاربر امکان‌پذیر کنند و کاربر می‌تواند با استفاده از مثلث سازی در فاصله کمی قرار گیرد و اکنون با استفاده از آن ساخته شده‌است ویژگی‌های GPS برای مدل‌های جدید گیرنده‌های گیرنده همچنین ممکن است توسط پارازیت ماهواره ای یا قفس فارادی شکست بخورند.
برخی از تلفن‌های همراه (اپل را آیفون، گوگل را اندروید) اطلاعات موقعیت ردیابی و ذخیره کاربران، به طوری که جنبش برای ماه‌ها یا سال می‌توان با بررسی گوشی تعیین می‌شود.
دولت ایالت متحده همچنین به فناوری‌های نظارت بر تلفن‌های همراهی که عمدتاً برای اجرای قانون اعمال می‌شوند، دسترسی دارد.

### تلفن ثابت
تلفن ثابت آنالوگ رمزگذاری نشده‌است، به راحتی می‌توان از آن استفاده کرد. این ضربه زدن نیاز به دسترسی فیزیکی به خط دارد که می‌توان از چندین مکان به راحتی آن را بدست آورد، مثلاً محل تلفن، نقاط توزیع، کابینت‌ها و خود مبادله. ضربه زدن به تلفن ثابت از این طریق می‌تواند مهاجم را قادر به برقراری تماس‌هایی کند که به نظر می‌رسد از خط شنود شده نشات گرفته‌اند.

### اینترنت ناشناس
استفاده از سیستم شخص ثالث از هر نوع (تلفن همراه، کافی نت) اغلب کاملاً ایمن است، اما اگر از آن سیستم برای دسترسی به مکان‌های شناخته شده (یک حساب ایمیل شناخته شده یا شخص ثالث) استفاده شود، ممکن است در انتهای آن لمس شود یا یادداشت شود، و این مزایای امنیتی را به دست می‌آورد. برخی از کشورها ثبت نام اجباری کاربران کافی نت را نیز اعمال می‌کنند.
پروکسی‌های ناشناس نوع دیگری از حفاظت رایج است که به شخص اجازه می‌دهد از طریق شخص ثالث به شبکه دسترسی پیدا کند (اغلب در کشوری دیگر) و ردیابی را با مشکل روبرو می‌کند. توجه داشته باشید که به ندرت هیچ تضمینی وجود دارد که متن آشکار قابل استفاده نباشد، یا اینکه پروکسی سوابق مربوط به خود کاربران یا کل گفتگوها را نگه نمی‌دارد. در نتیجه، پروکسی‌های ناشناس ابزاری عموماً مفید هستند اما ممکن است به اندازه سایر سیستم‌هایی که می‌توان از امنیت آنها اطمینان بیشتری داشت، ایمن نباشند. معمول‌ترین کاربرد آنها جلوگیری از رکورد نشانی آی پی یا آدرس اصلی در سوابق خود سایت هدف است. پروکسی‌های ناشناس معمولی هم در وب سایت‌های معمولی مانند Anonymizer.com و spynot.com و هم در سایت‌های پروکسی که لیست‌های زیادی از پروکسی‌های موقت در حال کار را نگهداری می‌کنند یافت می‌شود.
تحولات اخیر در این زمینه هنگامی رخ می‌دهد که اتصالات اینترنت بی‌سیم (" وای-فای ") در حالت ناامن باقی بمانند. اثر این است که هر فرد در محدوده واحد پایه می‌توانید کول اتصال - این است که، استفاده از آن بدون مالک آگاه بودن. از آنجا که بسیاری از اتصالات به این روش بازمی‌مانند، شرایطی که ممکن است بازگشت piggyback (ارادی یا ناآگاهانه) به وجود آید، در بعضی موارد با موفقیت به دفاع منجر شده‌است، زیرا اثبات این که مالک اتصال بارگیری کننده بوده یا از آن آگاهی داشته‌است دشوار است. استفاده ای که ممکن است دیگران ناشناخته با آن ارتباط برقرار کنند. نمونه آن پرونده تامی ماسون بود، جایی که همسایگان و هر کس دیگری ممکن است مقصر در به اشتراک گذاشتن پرونده‌های حق چاپ باشد. برعکس، در موارد دیگر، افراد عمداً به دنبال مشاغل و خانوارهایی هستند که دارای ارتباطات ناامن هستند، برای استفاده غیرقانونی و ناشناس از اینترنت یا صرفاً برای دستیابی به پهنای باند رایگان.

### برنامه‌هایی که امنیت بیشتری را ارائه می‌دهند
- پیامرسانی فوری ایمن - برخی از سرویس گیرنده‌های پیام رسانی فوری از رمزگذاری سرتاسر با محرمانگی پیشرو استفاده می‌کنند تا تمام پیام‌های فوری را برای سایر کاربران همان نرم‌افزار امن کنند. برخی از سرویس گیرنده‌های پیام رسانی فوری همچنین پشتیبانی از انتقال فایل رمزگذاری شده به صورت پایان به انتها و پیام رسانی گروهی را ارائه می‌دهند.
- صدا روی پروتکل اینترنت - برخی از سرویس گیرندگان VoIP رمزگذاری ZRTP و SRTP را برای تماس‌ها پیاده‌سازی می‌کنند.
- ایمیل ایمن - برخی از شبکه‌های ایمیل برای ارائه ارتباط رمزگذاری شده و / یا ناشناس طراحی شده‌اند. آنها برای جلوگیری از انتقال متن ساده، رایانه خود کاربران را تأیید و رمزگذاری می‌کنند و فرستنده و گیرنده را پوشانده‌اند. Mixminion و پروژه اینترنت مخفی با استفاده از شبکه ای از واسطه‌های ناشناس، شبیه به نحوه تور، اما در زمان تأخیر بالاتر، سطح بالاتری از ناشناس ماندن را فراهم می‌کنند.
- آی آر سی و گفتگوی وب - برخی از سرویس گیرنده‌ها و سیستم‌های IRC از رمزگذاری مشتری به سرور مانند SSL / امنیت لایه انتقال استفاده می‌کنند که این استاندارد نیست.

### پیشینه کلی
- امنیت رایانه
- رمزگذاری فرصت طلبانه
- امنیت ارتباطات
- پیام رسانی ایمن

### انتخاب و مقایسه نرم‌افزار
- مقایسه نرم‌افزار VoIP
- مقایسه سرویس گیرنده‌های پیام فوری
- P2P ناشناس

### دیگر
- Freenet
- هانتینگتن در مقابل AT&T، یک دادخواست سال ۲۰۰۶ که در آن بنیاد مرزهای الکترونیکی ادعا کرد AT&T Inc به آژانس امنیت ملی اجازه داده‌است تا از تمام صدا روی پروتکل اینترنت استفاده کند.
- جنجال نظارت بدون ضمانت NSA
- تلفن همراه مخفی